# 顕本寺 (桑名市)
顕本寺（けんぽんじ）は、三重県桑名市にある日蓮宗の寺院である。山号は自栄山。旧本山は身延山久遠寺、莚師法縁（隆源会）。檀家には桑名藩士が多く、関連する墓が多数現存する。中でも、吉村又右衛門宣充、水谷九左衛門光勝の墓は桑名市指定文化財に指定されている。

## 歴史
開創については不詳だが、かつては天台宗寺院で大泉寺と称し、桑名城三ノ丸にあった。のちに当時の藩主である本多忠勝の「慶長の町割り」と呼ばれる都市計画事業によって、現在地である萱町に移された。
永正6年（1509年）、身延山久遠寺第12世法主である円教院日意が上洛する際に当寺に滞在して布教した。その結果、当時の住職である実成は、日意に心服して弟子となり、当寺を顕本寺と改称、日意を中興第1世、自らは日相を名乗り第2世となった。この時、塔頭大泉院をはじめとして、僧坊は19院もあった。
しかし、第5世日実の頃は衰退し、塔頭も大泉院ひとつだけになっていた。さらに、その頃起きた洪水によって、仏像、仏具類残らず全て流される。のちに大鳥居村（現・三重県桑名市多度町大鳥居）で仏像を得て持ち帰り、草庵を建てて祀った。この時、四日市代官であった水谷九左衛門光勝は、仏堂を再興し、日透（ - 万治2年8月8日（1659年9月24日））を招聘して第14世住職とした。
その後、檀家であった桑名藩士の久松忠義は、吉村又右衛門宣充らの隣の土地を購入して当寺に寄付する。次いで、忠義の子である久松義重や吉村権左衛門宣秀らは堂宇を建立し、他の久松氏一族も各自宝物等を寄進した。
文政3年（1820年）火災で類焼するが、天保6年（1835年）には本堂が再建された。この頃の境内は、表側南北に36間余、裏側南北に25間、東西に35間余であった。塔頭大泉院には、南柳院と実成坊という2院もあったが、後に廃絶された。
昭和20年（1945年）7月に、太平洋戦争の空襲を受けて焼失、のちに再建されて現在に至る。当寺檀家には桑名藩士が多く、関連する墓が多数祀られ現在に至っている。

## 境内
- 本堂
- 日蓮上人銅像 - 昭和9年（1934年）に皇紀2600年記念で建立。原型は岡徳太郎が制作、愛知県知多郡大府町（現・愛知県大府市）にて鋳造する[4]。
- 井上峨山景文墓 - 儒者。天保3年1月3日（1832年2月4日）没[5][6]。
- 井上残夢正矩墓 - 儒者。嘉永2年8月5日（1849年9月21日）没[7][8]。
- 井上竹陵政文墓 - 儒者。明治30年（1897年）4月5日没[9][10]。
- 岡本約斎秀堅墓 - 桑名藩儒官。嘉永3年11月21日（1850年12月24日）没[8][11]。
- 梶川弥左衛門正陳墓 - 桑名藩士。文久元年6月19日（1861年7月26日）没[7][12]。
- 小出善兵衛広高墓 - 桑名藩士。文久3年7月12日（1863年8月25日）没[11][12][13]。
- 成合桃斎洪墓 - 儒者。嘉永2年8月5日（1849年9月21日）没[8][14]。
- 西村迂直二平墓 - 大正5年10月22日（1916年10月22日）没[11]。
- 服部半蔵正重墓 - 桑名藩家老。慶安5年5月27日（1652年7月2日）没[14][15]。
- 服部半蔵正礼（服部日記）墓 - 桑名藩家老。文政7年8月4日（1824年8月27日）没[11][16]。
- 服部半蔵正啓墓 - 桑名藩士。文政8年2月18日（1825年4月6日）没[17][18]。
- 服部半蔵正義墓 - 桑名藩家老、軍人、政治家。明治19年（1886年）1月22日没[19]。
- 久松義路墓 - 嘉永2年4月16日（1849年5月8日）没[14]。
- 水谷九左衛門光勝墓 - 四日市代官。寛永7年12月12日（1631年1月14日）没[4][20]。詳細は文化財項目を参照。
- 宮部桑陰豊直墓 - 儒者。明治26年（1893年）1月8日没[10][21]。
- 吉村又右衛門宣充墓 - 桑名藩家老。慶安3年4月27日（1650年5月27日）没[21][22][23]。詳細は文化財項目を参照。
- 吉村将監宣光墓 - 桑名藩家老。延宝3年1月23日（1675年2月17日）没[17][24]。
- 吉村宣秀墓 - 桑名藩家老。元禄4年閏8月16日（1691年10月7日）没[14][25]。
- 吉村又右衛門宣徳（吉村静軒）墓 - 桑名藩家老、国学者。天保7年2月23日（1836年4月8日）没[26][27]。
- 吉村玄蕃宣洪墓 - 桑名藩家老。安政4年4月16日（1857年5月9日）没[14][28]。
- 吉村宣浚（東里翠山）墓 - 桑名藩家老、学者。慶応3年9月7日（1867年10月4日）没[7][29]。

## 文化財

### 桑名市指定史跡

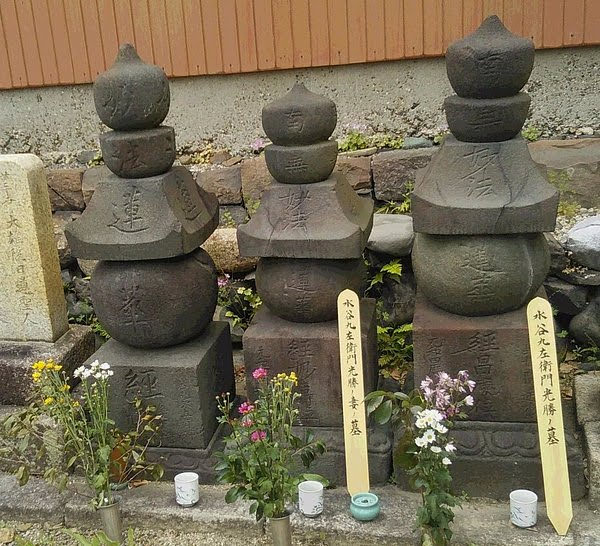
水谷九左衛門光勝墓

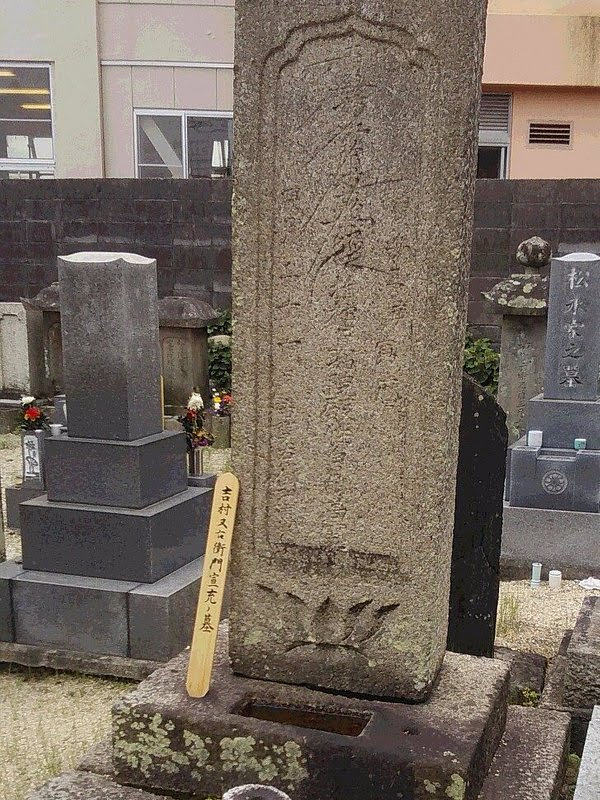
吉村又右衛門宣充墓

- 水谷九左衛門光勝墓水谷九左衛門光勝墓 - 昭和41年（1966年）11月22日指定。五輪塔の形式の墓で、水谷光勝の墓以外の2基も含めた3基で指定されている。向かって右端の五輪塔が光勝の墓で、空、風、火、水、地輪に渡って「南無妙法蓮華経」、地輪中央に「昌慶位」、地輪両側に「真如院逆修元和四暦戊午七月吉日」とあり、高さは128cm。

中央の五輪塔は光勝の妻の墓で、光勝の墓と同様に、空、風、火、水、地輪に渡って「南無妙法蓮華経」、地輪中央に「妙寿位」、地輪両側に「安立院逆修元和四暦戊午七月吉日」とある。
向かって左端の五輪塔は、当寺過去帳にも「古帳損□之故不分明」記載され、誰の墓にあたるかは不明。地輪に「浄智院澄月一栄位」、「寛永5年7月18日」とある。
光勝とその妻の墓にある「逆修」とは、生前に建てた墓ということをあらわす。二人の実際の没年月日は、光勝が寛永7年12月12日（1631年1月14日）、妻が寛永8年8月8日（1631年9月4日）である。建立日の元和4年（1618年）7月は、現存する当寺の墓碑の中でも最古にあたる。
- 吉村又右衛門宣充墓吉村又右衛門宣充墓 - 昭和41年（1966年）11月22日指定。高さは200cm、表面の文字は浅く刻まれ、風化も進み判読が難しくなっている。中央に「南無妙法蓮華経真如院殿性白日明高霊大居士」、両側に「慶安三庚寅暦四月二十七日吉村又右衛門宣充」とある[22]。

## 旧末寺
日蓮宗は昭和16年に本末を解体したため、現在では、旧本山、旧末寺と呼びならわしている。
- 恵遠山智玄寺（四日市市元新町）